# Walter Steinthal
Walter Steinthal (* 27. November 1887 in Dessau; † 27. März 1951 in San Francisco) war ein deutsch-jüdischer Journalist, Theaterkritiker, Herausgeber und Historiker.

## Leben
Walter Steinthal war ein Sohn eines Kaufmanns und studierte u. a. Rechtswissenschaften, Philosophie und Biologie an den Universitäten in Berlin, München und Halle. Durch Maximilian Harden wurde er für den Journalismus begeistert.
Ab 1907 war er als Theaterkritiker und Regisseur in Berlin tätig. 1909 war er in Leipzig bei der Gründung der Zeitschrift Der Wächter beteiligt. Ab Oktober 1911 war er als Nachfolger von Claus von Bredow Chefredakteur der Deutschen Montagszeitung und wurde in dieser Position Mitte 1913 kurz durch Paul Zschorlich abgelöst. Bis 1922 war er auch Herausgeber der Deutschen Montagszeitung. 1918 hatte er in Berlin den Klub der Revolutionären Demokraten gegründet. 1922 ging er als Herausgeber zur Neuen Berliner Zeitung, später als Das 12 Uhr Blatt weitergeführt. Ab 1924 war er als Mehrheitseigner Besitzer der Zeitung. Journalistisch war er hauptsächlich als Theaterkritiker aktiv. Mit dieser Vertiefung war er 1923/24 Leiter des Schauspielertheaters und später unter Max Reinhardt zeitweise Co-Direktor des Deutschen Theaters.
1933 emigrierte er nach Paris. Von Juni 1939 bis April 1940 hielt er sich in der Schweiz / Basel auf. Hier wurde er Lektor für ägyptische Geschichte an der Universität Basel und gelangte dann in die USA, wo er von 1940 bis 1947 Lektor für frühasiatische Kulturgeschichte an der Stanford University in Kalifornien war. Im August 1940 war er ausgebürgert worden.
Er schrieb ein Buch über Dreyfus (Dreyfus, Berlin 1930).
1913 hielt er dem Generalintendant Georg von Hülsen-Haeseler, welcher bereits 1907 mit einer Klage wegen angeblicher homosexueller Beziehungen konfrontiert war, vor, dass er eine sexuelle Beziehung zu Carl Clewing pflege. Es folgte eine Verurteilung zu einem Jahr Gefängnis.
Walter Steinthal war seit 1911 mit Frieda Worrmann verheiratet. Die Ehe wurde im Juni 1920 geschieden.

## Werke (Auswahl)
- Verfall des deutschen Operntheaters. 1915.
- Bürgerrevolution. Oesterheld, Berlin, 1919.